# Georg Fischer (Politiker, 1888)
Georg Fischer (* 24. Mai 1888 in Eisenberg; † 7. August 1963 in Heidelberg) war ein deutscher Politiker (SPD).

## Leben und Beruf
Fischer absolvierte eine Schlosserlehre und ging anschließend auf Wanderschaft. Ab 1909 war er bei der Benz AG in Mannheim bzw. ab 1926 der Daimler-Benz AG tätig, wo er auch Vorsitzender des Arbeiterrats war. Nach der Machtergreifung der Nationalsozialisten wurde der SPD-Mann Fischer 1933 in „Schutzhaft“ genommen und war dann drei Jahre arbeitslos, ehe er 1936 bei der Brown, Boveri & Cie. angestellt wurde. 1944 erfolgte seine Inhaftierung im KZ Dachau. Nach dem Zweiten Weltkrieg war er bis zu seinem Ruhestand 1953 bei der AOK Mannheim. Fischer war verheiratet und hatte zwei Kinder.

## Politik
Fischer wurde 1908 Mitglied der SPD. Von 1928 bis 1933 war er Mitglied der Mannheimer Stadtverordnetenversammlung und 1933 wurde er Stadtrat. 1946 war er Mitglied der Verfassunggebenden Landesversammlung Württemberg-Baden und anschließend Abgeordneter des ersten Landtages von Württemberg-Baden. 1951 wurde er in den Mannheimer Gemeinderat gewählt, dem er bis 1963 angehörte. Dort war er 1955/56 Vorsitzender der SPD-Fraktion.